# 永源新村
永源新村是台灣眷村之一，依建設時間不同，分成一村、二村，位於台中市新社區中興里，自1953年起改建為眷村用途，眷村居民多為陸軍軍眷。至2004年眷村關閉，共經歷52年。
在台灣日治時期，永源新村旁是一座療養院，國民政府遷到台灣後，將之改為「台灣第二肺病療養院」，後又改為國軍805醫院，屬於新社區中興嶺營區，永源新村即蓋在營區旁，起初有71戶，1962年在婦聯會協助下，又增建33戶，是為二村，全村共有100多戶，每戶面積約7坪，在1960年代，眷村總人口約有600-700人。1980年代之後，眷村第二代多移居外地，眷村人口呈現高齡化現象。
在國軍老舊眷村改建條例實施之後，眷村居民遷出與子女同住或出租房舍意願高，參與改建意願低，傾向領取補償金，最後中華民國國防部不對永源新村進行改建，2004年7月發放搬遷補償金後，收回土地，2004年年底，永源新村居民全數遷離。

## 相關詞條
- 眷村
- 臺灣眷村列表